# محمد بازرگانی
محمد بازرگانی از اعضای برجستهٔ اولیه و مرکزی سازمان مجاهدین خلق بود. او برادر بهمن بازرگانی دیگر فرد مهم سازمان بوده‌است.

## سرگذشت
محمد بازرگانی زادهٔ سال ۱۳۲۵ در رضائیه ارومیه بود. پس از گذراندن تحصیلات خود برای تکمیل کردن آموزش خویش به تهران آمد و دانشجوی دورهٔ لیسانس مدرسه عالی بازرگانی (دانشگاه علامه طباطبایی) شد. او علاوه بر تحصیلات وارد فعالیت‌های سیاسی شد و در نهضت آزادی در جهت رفع ستم و نابرابری‌ها تلاش می‌کرد ولی با شکل‌گیری گروهی دانشجویی که بعدها به سازمان مجاهدین خلق نام می‌گیرد، بواسطهٔ برادر خود بهمن وارد این گروه شد و بعد از دیدن آموزش نظامی در خارج از ایران و آموزش‌های تشکیلاتی در کنار ناصر صادق در سال ۱۳۴۹ همراه با رضا رضایی وارد مرکزیت سازمان مجاهدین خلق شد. او بعدها خود یکی از آموزش دهندگان برجستهٔ سازمان شد و بسیاری از اعضا همچون سید کاظم ذوالانواری را تربیت و وارد کار در تشکیلات کرد.

محمد بازرگانی به همراه ناصر صادق بخش یا گروه تشکیلات را تشکیل دادند که وظیفهٔ آن آموزش اعضا، تهیه اسلحه و مهمات و اعزام نیروهای سازمان به خارج از کشور بود. یکبار و با هماهنگی و تلاش‌های بازرگانی مقداری اسلحه از یک قاچاقی خریداری شده بود که همهٔ آن سلاح‌ها دست دوم و خراب بودند که عملاً سر آنها کلاه گذاشته شده بود.

### دستگیری، دادگاه و اعدام
در شهریورماه سال ۱۳۵۰ محمد بازرگانی که میزبان موسی خیابانی و محمود عسگری‌زاده بود در دام پلیس گرفتار می‌شود و همگی دستگیر می‌شوند. وی در دادگاه گفته بود:
وقتی تاریخ ایران را ورق می‌زنیم هیچ دوره‌ای را نمی‌توان یافت که خلق ما برای گرفتن حق خود در مقابل حکومت استثمار ساکت نشسته باشد. هرساله عده زیادی را به محاکمه می‌کشند و محکوم می‌کنند. امروز نوبت ماست.
در نهایت دادگاه پهلوی وی را به اعدام محکوم می‌کند که این حکم در ۳۰ فروردین ۱۳۵۱ اجرا می‌شود.